# Perigramma marcescens
Perigramma marcescens är en fjärilsart som beskrevs av Paul Dognin 1913. Perigramma marcescens ingår i släktet Perigramma och familjen mätare. Inga underarter finns listade i Catalogue of Life.